# Samuel Ruben (inventeur)
Pour les articles homonymes, voir Samuel Ruben et Ruben.
Samuel Ruben (14 juillet 1900 - 16 juillet 1988) est un inventeur américain qui s'est distingué en électrochimie et en physique de l'état solide. Détenteur de plus de 200 brevets, il est par ailleurs le fondateur de Duracell.

## Biographie
Jeune homme, Ruben s'intéresse à l'électronique et devient un sans-filiste amateur en construisant des récepteurs radio à partir de pièces de rechange. Il est étudiant à la  Polytechnic Institute of Brooklyn, qu'il quitte non diplômé, pour des raisons liées au stress. Devenu un protégé de Bergen Davis, professeur à l'Université Columbia, Ruben assiste en auditeur libre à quelques cours dans cette même université. Puis, il retourne à Polytechnic, et il est fait docteur honoris causa en sciences, et devient assistant-chercheur à la Columbia, dans le Département d'ingénierie chimique et sciences appliquées. Il est également admis à la Université Butler et devient professeur-assistant (lecturer) à l'Université Harvard. Entre 1968 et 1972, il dote une bourse d'études destinée aux étudiants de Polytechnic.
Au début des années 1920, Ruben fonde dans le Lower Manhattan la société Electrochemicial Ruben Laboratories avec Malcolm Clephane, un hommes d'affaires désireux d'investir dans l'électrochimie : la rencontre entre les deux homme se fit grâce au professeur Bergen Davis. Peu après, Ruben installe un véritable laboratoire de recherche à New Rochelle, où il va demeurer 60 ans. L'accord avec Clephane est simple : celui-ci s'engage à financer chaque projet imaginé par Ruben, mais en échange, reçoit 50 % des royalties. Ruben déposa près de 300 brevets.
En 1942, Ruben et l'industriel Philip Rogers Mallory, patron de The P.R. Mallory Company, mettent au point, à la demande du Corps des transmissions de l'armée des États-Unis, la pile bouton au mercure dans le but de remplacer la pile au zinc-carbone. En 1964, P.R. Mallory Company lance la marque de pile Duracell.
Ruben a plus de 100 inventions à son actif. Les plus importantes sont un condensateur électrolytique sec à base d'aluminium, un redresseur solid state à base de magnésium/sulfure cuprique, un relais sous vide, le tube à vide à réchauffement rapide et le concept des cellules balancées dans les piles au mercure.
Bien qu'ayant fréquenté plusieurs universités sans jamais avoir décroché un doctorat dans les formes, Ruben a reçu plusieurs distinctions.

## Publications
- Handbook of the Elements
- Necessity's Children: Memoirs of an Independent Inventor (une autobiographie)
- The Founders of Electrochemistry
- The Electronics of Materials
- The Evolution of Electric Batteries in Response to Human Needs